# Nieul-le-Virouil
Nieul-le-Virouil ist eine französische Gemeinde mit 577 Einwohnern (Stand 1. Januar 2022) im Département Charente-Maritime in der Region Nouvelle-Aquitaine (vor 2016 Poitou-Charentes); sie gehört zum Arrondissement Jonzac und zum Kanton Jonzac. Die Einwohner werden Nieulais genannt.

## Geographie
Nieul-le-Virouil liegt etwa achtzig Kilometer nördlich von Bordeaux. Umgeben wird Nieul-le-Virouil von den Nachbargemeinden Saint-Sigismond-de-Clermont im Nordwesten und Norden, Guitinières im Norden, Saint-Hilaire-du-Bois im Nordosten und Osten, Saint-Simon-de-Bordes im Osten, Allas-Bocage im Südosten und Süden, Mirambeau im Süden, Saint-Dizant-du-Bois im Westen sowie Consac im Westen und Nordwesten.

## Bevölkerungsentwicklung
| Jahr                       | 1962 | 1968 | 1975 | 1982 | 1990 | 1999 | 2006 | 2019 |
| Einwohner                  | 685  | 660  | 577  | 530  | 547  | 562  | 557  | 585  |
| Quellen: Cassini und INSEE |      |      |      |      |      |      |      |      |

## Sehenswürdigkeiten
- Kirche Saint-Severin aus dem 11./12. Jahrhundert, Monument historique seit 2002
- Hosianna-Kreuz aus dem 15. Jahrhundert, Monument historique seit 1925

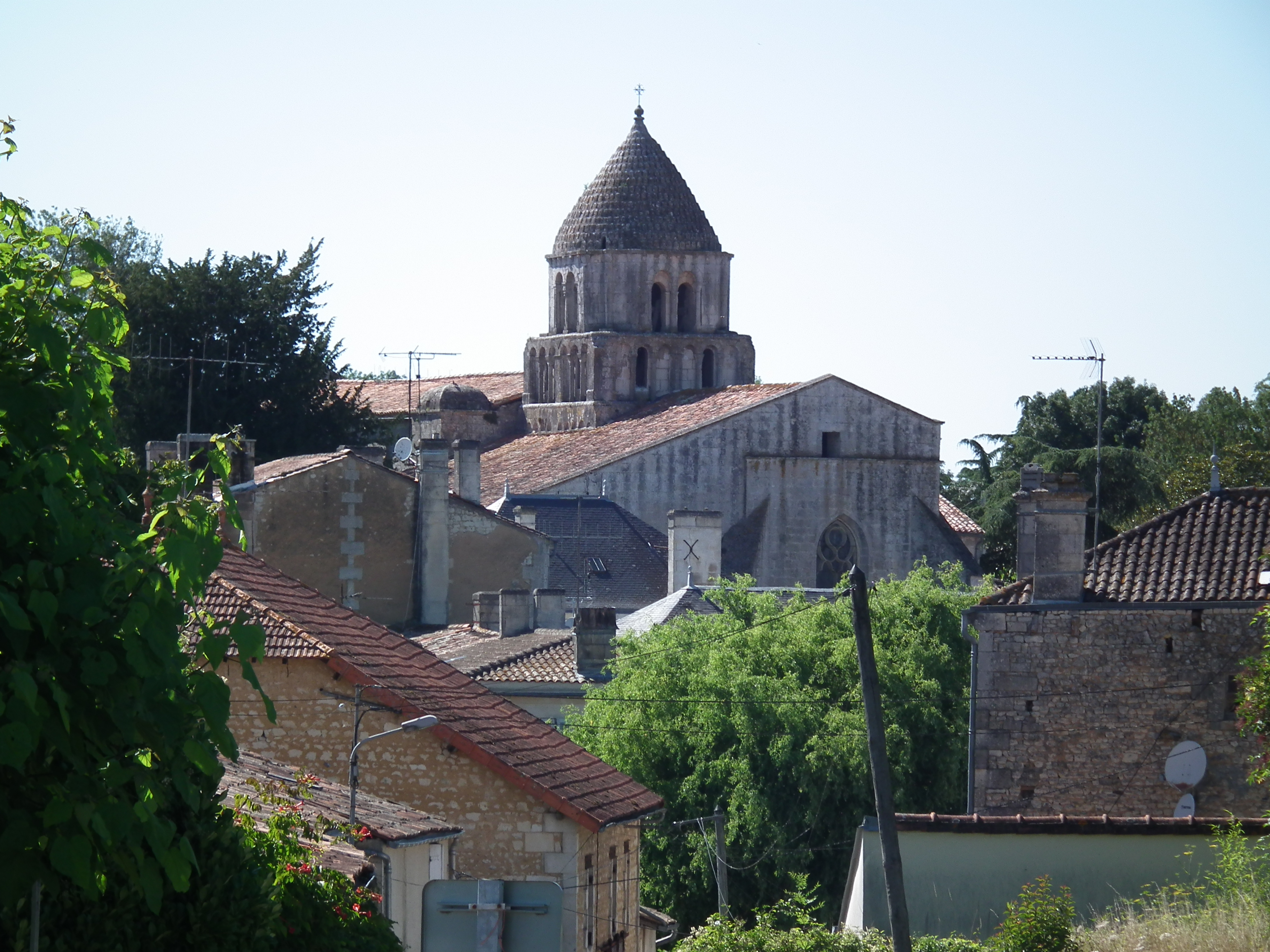
Kirche Saint-Severin

## Persönlichkeiten
- Elie Merlat (1634–1705), evangelischer Geistlicher und Hochschullehrer in Lausanne